# 박쥐나방하목
외공하목(Exoporia)[=박쥐나방하목]은 나비목에 속하는 원시적인 나방류의 하목으로 므네사르카이아상과와 박쥐나방상과를 포함하고 있다.
먼저 나비목의 한 계통군으로서의 신나비군(Neolepidoptera)의 체계를 살펴보면, 신나비군(Neolepidoptera)은 흡관아목에서 선조나방하목, 일반인편군(Clade Coelolepida)의 좁은날개나방하목과 호주잔날개나방하목, 그리고 근흡관군(Clade Myoglossata)의 옛나방하목을 제외한 나머지 종들을 포함하는 계통군, 즉 외공하목과 이맥하목을 포함하는 계통군을 뜻한다. 여기서 일반인편군이란 인편(scale)의 특징이 대부분의 나비류에서 나타나는 일반적인 특징인, 즉 원시적이지 않은 인편을 갖는다는 의미이며, 근흡관군이란 빨대주둥이의 내부 근육구조가 존재한다는 의미이다.
신나비군의 주 특징은 번데기가 비저작형(adecticous) 피용(obtect)이라는 점이다. 여기서 외공하목은 교미공과 산란공이 분리되어 있으면서 또한 내부연결은 되어 있지 못해 수정 및 산란을 위한 정자의 전달이 외부를 거쳐 산란공을 통해 일어나는 독특한 형태적 특징을 가진 그룹을 말한다.
국내에는 박쥐나방상과(Hepialoidea)의 박쥐나방과(Hepialidae)에 수 종이 보고되어 있다.
외공하목은 이맥하목과 자매군 관계에 있는 자연분류군 또는 계통군처럼 보이나, 실제로는 분자계통학적으로 단계통군으로서의 지지를 아직은 확보하지 못한 상태이다. 오히려 호주잔날개나방하목과 자매군(sister group)을 이룬다는 보고가 있기도 하므로(Mutanen et al., 2010; Regier et al., 2013), 신나비군의 단계통성은 외공하목과 함께 좀 더 많은 연구가 필요한 상황이다.

## 같이 보기
- 이문류
- 이맥류
- 단문류

## 참고 문헌
- Kristensen, N.P., (1999) [1998]. The non-Glossatan Moths. Ch. 4, pp. 41–62 in Kristensen, N.P. (Ed.). Lepidoptera, Moths and Butterflies. Volume 1: Evolution, Systematics, and Biogeography. Handbook of Zoology. A Natural History of the phyla of the Animal Kingdom. Band / Volume IV Arthropoda: Insecta Teilband / Part 35: 491 pp. Walter de Gruyter, Berlin, New York.
- Nielsen, E.S., Robinson, G.S. and Wagner, D.L. 2000. Ghost-moths of the world: a global inventory and bibliography of the Exoporia (Mnesarchaeoidea and Hepialoidea) (Lepidoptera) Journal of Natural History, 34(6): 823-878.Abstract